# Citharacanthus spinicrus
Citharacanthus spinicrus é uma espécie de aranha pertencente à família Theraphosidae (tarântulas).